# Capitão Mobidique
Capitão Mobidique é um personagem do universo Disney. Ele é um pato marinheiro que vive várias aventuras no mar, com seu ajudante, o Pato Pimba e o golfinho Arquibaldo.
Criado em 1967, na aventura "A Whale of an adventure", onde aparece junto com o Pato Donald, salvando-o de se afogar. No Brasil, teve o título "A Baleia Mugidora", publicada em O Pato Donald 828, de 1967 e republicada em Disney Especial 7 de 1973.
Possui um pouco mais de 100 histórias, algumas inéditas no Brasil . É muito popular nos países da Escandinávia.

## Nome em outros idiomas
- Alemão: Moby Duck
- Búlgaro: Моби Дък
- Chinês: 莫比鸭
- Dinamarquês: Moby And
- Espanhol: Moby Duck
- Finlandês: Moby Ankka
- Francês: Toby Dick
- Grego: Μόμπυ Ντάκ
- Holandês: Moby Duck
- Inglês: Moby Duck
- Islandês: Himbrimi Kafteinn
- Italiano: Moby Duck
- Polonês: Moby Dziób